# Yersinia
A Yersinia egy baktériumnemzetség az Enterobacteriaceae családban. A sejtek kokkuszok és rövid pálcák. Legtöbbjük peritrich csillózattal rendelkezik, de léteznek atrich fajok is. A hőmérséklet hatással van a mozgásukra, 37 °C-on mozgékonyak, de 30 °C-on nem. Gram-negatívak, oxidáz-negatívak, kataláz-pozitívak. Heterotróf fajok, szénhidrátok bontása közben savat képeznek. Rágcsálókban és háziállatokban gyakoriak, széklettel ürülnek. Emberben hasmenéses, enterális kórfolyamatot váltanak ki, fertőzött élelemmel jutnak be a testbe. A Y. pestis a pestis kórokozója. A múltban a fertőzést bolhák vitték át emberre. A pestis 50%-os mortalitású, tüdőáttét létrejötte esetén ez akár 100% is lehet.

## Ismertebb fajai
- Y. pestis
- Y. enterocolitica